# Heliconia lophocarpa
Heliconia lophocarpa là một loài thực vật có hoa trong họ Heliconiaceae. Loài này được G.S.Daniels & F.G.Stiles mô tả khoa học đầu tiên năm 1979.